# Supplementum Epigraphicum Graecum
Het Supplementum Epigraphicum Graecum, afgekort als SEG,  waren jaarbanden waarin nieuwe inscripties uit het Oudgrieks waren gepubliceerd.
Het werd in 1923 door JJE Hondius opgericht en in samenwerking met talrijke andere epigrafici uitgegeven. AG Woodhead nam in 1950, na de dood van Hondius, de redactie over. Tot in 1971 zouden er 25 delen verschijnen. De publicatie werd na een onderbreking in 1979 weer opgenomen. Redacteurs van dienst waren nu HW Pleket en RS Stroud. Nadien werd het SEG door Stroud, A Chaniotis en JHM Strubbe uitgegeven, hierbij ondersteund door T Corsten, MB Richardson en RA Tybout.
Het SEG is geografisch geordend en drukt de dat jaar in tijdschriften of bundels uitgegeven Oudgriekse inscripties af, die tot en met de 8e eeuw n.Chr. zijn gemaakt, met een korte toelichting. Er wordt verder nog in naar andere publicaties over de Griekse epigrafie geschreven. Het SEG vervult daarmee de functie van een jaarlijkse bibliografie van de Griekse epigrafie en biedt een onmisbare aanvulling op de grote geografische of thematische corpora van  inscripties. Teksten uit dergelijke werken worden meestal niet in het SEG opgenomen. Ieder deel is van een index voorzien, daarbij komen met grotere intervallen aparte registerdelen.
Het SEG verscheen voor het laatst in december 2016 met deel 62 voor het jaar 2012. Actuelere informatie, maar geen volledige tekstuitgaves vindt men in het Bulletin épigraphique in de Revue des études grecques.